# Götalundens distrikt
Götalundens distrikt är ett distrikt i Trollhättans kommun och Västra Götalands län. 
Distriktet ligger i östra delen av Trollhättan. 

## Tidigare administrativ tillhörighet
Distriktet inrättades 2016 och utgörs av en del av området som före 1971 utgjorde Trollhättans stad och före 1916 utgjorde Trollhättans socken.
Området motsvarar den omfattning Götalundens församling hade 1999/2000 och fick 1989 efter utbrytning ur Trollhättans församling.